# Bocquillonia brevipes
Bocquillonia brevipes är en törelväxtart som beskrevs av Johannes Müller Argoviensis. Bocquillonia brevipes ingår i släktet Bocquillonia och familjen törelväxter. Inga underarter finns listade i Catalogue of Life.